# Temporitzador de llum d'escala

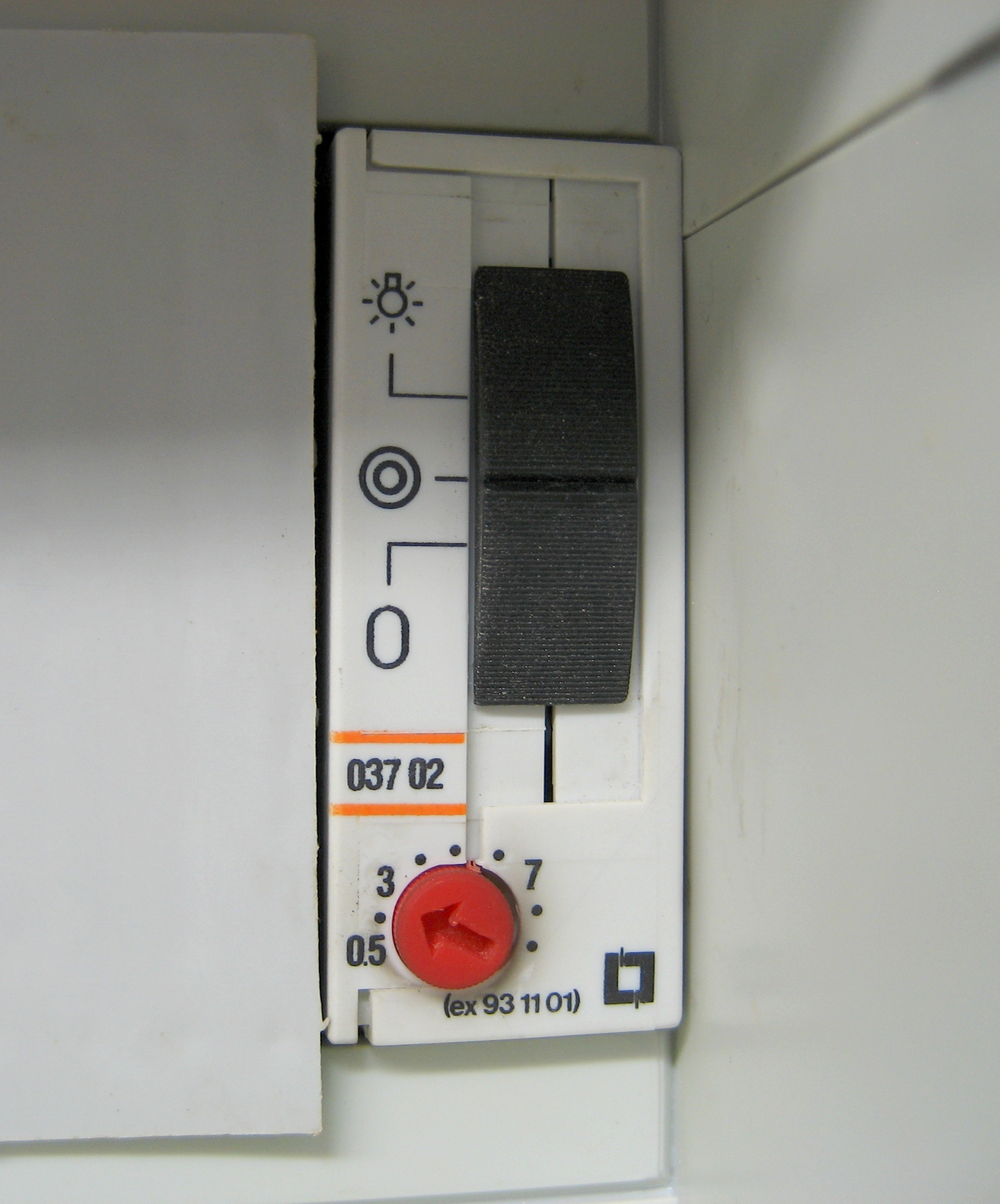
Automàtic d'escala

Un Temporitzador de llum d'escala és un dispositiu electromecànic que regula el temps de funcionament de l'enllumenat d'un recinte. La possibilitat d'il·luminació constant preveu la necessitat d'haver de prémer repetides vegades, com per exemple durant una mudança. Per a això, l'automàtic sol tenir un interruptor manual de dues posicions: encesa automàtica/encesa permanent.

## Tipus
Com mecanismes de funcionament existeixen models antics que utilitzen un pèndol, d'una resistència calefactora que s'escalfa una bimetall o de solenoides; models més actuals funcionen amb un sistema electromecànic compost per un petit servomotor que acciona un mecanisme de rellotgeria i els models més moderns són exclusivament  electrònics sent controlats per un circuit integrat i un triac o un relé.
Alguns automàtics, es poden "rearmar" durant la temporització, mitjançant una nova pulsació, iniciant-se un nou cicle. No obstant això, hi ha la possibilitat de desactivar aquesta característica mitjançant un interruptor manual. Hi ha models que tenen una funció anomenada "preavís d'apagada" consistent a reduir el flux lluminós de les làmpades al 50% durant els últims segons de la temporització per avisar l'usuari que es pot quedar a les fosques.

## Connexionat
Se solen muntar sobre guies de 35mm (els modulars) o encastats en una caixa de registre. La secció del cable màxima sol ser de 4 mm² i la intensitat màxima suportada 16A/250V AC - 2300 W.
Gairebé tots els models actuals tenen una funció, que només és manipulable per part de l'instal·lador i és que l'aparell s'adapta a 2 esquemes de cablejat diferents: podem trobar-nos instal·lacions en què la instal·lació cap els polsadors i llums s'hagi cablejat amb 4 fils (fase, neutre, retorn de polsadors i alimentació de llums) o podem trobar-nos instal·lacions -en les que per estalviar cable- s'han instal·lat només 3 conductors (fent el neutre comú per a llums i polsadors) ; per la qual cosa caal configurar-lo abans de la instal·lació -al costat de l'aparell hi ha un cargol que girant d'una posició a una altra es selecciona el tipus de cablejat amb el qual es vol treballar.

## Ús
El minuter o automàtic d'escala, se sol utilitzar durant un temps preprogramat (que pot arribar fins als deu minuts per als llums d'escala o fins als quaranta per als llums de garatge) des que es pressiona un polsador. el temps d'actuació se sol ajustar a través d'una roda dins de l'automàtic.
També pot emprar-se pels particulars per a usos domèstics (com pot ser deixar encès, durant un determinat nombre de minuts, un aparell o els llums dins d'un habitatge). El automàtic d'escala com aparell independent està indicat per a usos en què es volen instal·lar diversos polsadors per accionar (escales, garatges); per a usos en què només hi haurà un polsador hi ha models que es fabriquen amb un polsador incorporat .